# Jeroen Wielaert
Jeroen Wielaert (Veenendaal, 1956) is een Nederlandse verslaggever, columnist en auteur.

## Loopbaan
Jeroen Wielaert begon op 10 februari 1984 bij Radio 1, achtereenvolgens voor Veronica, NOS, VPRO, NPS en RVU als verslaggever, presentator en columnist op het gebied van kunst, cultuur, natuur en milieu, politiek en sport. Met enige zelfspot noemde hij zichzelf 'een journalistieke zwerfkei'. Hij versloeg voor Veronica Nieuwsradio de val van de Berlijnse Muur en de nasleep daarvan. Van 1992 tot en met 2008 reisde hij in verkiezingstijd de Verenigde Staten door voor de Mood of the Nation. Bij Veronica was hij presentator van Sportradio en Cultuurradio. Bij de NPS presenteerde hij Radio Uit (Radio 5), de voorloper van Kunststof en een reeks afleveringen van Spotlight (Radio 6). Eind september 2012 begon hij als medepresentator van NTR's Lijn 1, tot en met 31 december 2013.
In 1986 was hij voor het eerst verslaggever in de Tour de France, voor het mediaprogramma de Grote Verwarring. Sindsdien heeft hij in allerlei rollen de wielerronde gevolgd, als verslaggever in Frankrijk, of als columnist vanuit huis. In 2007 ontving hij van de organisatie van de Tour de France de Médaille de la fidélité, voor de 20 jaar dat hij al actief was in de wielerronde.  In 2021 voltooide hij zijn zevenentwintigste Ronde van Frankrijk (voor Omroep Zeeland en tijdschrift De Muur).
Naast het radiowerk schrijft hij onregelmatig voor Vrij Nederland, de Volkskrant, literair wielertijdschrift De Muur en de Utrechtse opiniewebsites Nieuws030 en de NUK. Delen van zijn boek Route '40–'45 (2009/13) zijn verfilmd door de Utrechtse documentairemaakster Tie van der Horst. In het voorjaar van 2016 presenteerde hij samen met Vincent Bijlo een serie culturele talkshows op de zondagmiddag, in de foyer van TivoliVredenburg. Ze noemden het BijWie.
Wielaert schrijft boeken in uiteenlopende gebieden naar zijn belangstelling: de Tour de France, popmuziek, de Tweede Wereldoorlog e.a.
In 2002 nam hij samen met zijn kroegkameraad Jan Fokkens het burgerinitiatief om de Tour de France in Utrecht te laten starten. Het werd een lobbytraject van elf jaar, formeel aangevoerd door burgemeesters, wethouders en ambtenaren van de stad. De Grand Départ van Utrecht vond plaats op 4 juli 2015. De bekendmaking in het najaar van 2013 was voor de hoofdredactie van de NOS wegens de schijn van belangenverstrengeling een doorslaggevende reden om Wielaert voortaan niet meer in te zetten als Tourverslaggever, terwijl veel collega's trots waren op het behaalde succes.
In de zomer van 2015 werden reorganisaties aangekondigd bij NOS-radio. Wielaert maakte zich sterk voor en rekende op het behoud van zijn werk op cultureel terrein, mede door uitbreiding als verslaggever online. Door verzakelijking van de omroepcultuur kwam het daar echter niet van. In het voorjaar van 2019 voelde Wielaert zich gedwongen om te stoppen. Hij was inmiddels de 60 voorbij. De weg naar podcasts en nieuwe boeken ging open.
Aan het eind van 2023 maakte hij met Vincent Bijlo een oudejaarsvoorstelling: 2023 Uit-Geluid. Ze speelden hem in de theaterzaal van de Utrechtse centrale bibliotheek aan 't Neude.
Bij De Taalstaat op Radio 1 werd hij 'adoptieouder' van het vergeetwoord pollens na selectie door Nelleke Noordervliet, ook neerlandicus.

## Radiodocumentaires
- Hoe het Vaderland van Aangezicht Veranderde (over Nederland in het decennium 80: special van Veronica Nieuwsradio, 1989)
- Wie Weet Waar Europa Ligt? (Eindjaar 1992, Veronica Nieuwsradio)
- Zware Jongens, ontmoeting met André Hazes (Eindjaar 1992, Veronica Nieuwsradio)
- Zware Jongens, een prettig radiogesprek met Theo van Gogh (Eindjaar 1993, Veronica Nieuwsradio)
- Ontmoeting met Wim van Est en Wout Wagtmans (Veronica Sportradio, 1993)
- Theofiel Middelkamp, vooroorlogse Tourlegende (Veronica Sportradio, 1994)
- Jan de Rooden, keramist (Een Leven Lang: NPS, 2000)
- Herman Hertzberger, architect (Een Leven Lang: NPS, 2001)
- Jan Cremer, schrijver (Een Leven Lang: NPS, 2001)
- Piet Noordijk, alt-saxofonist (Een Leven Lang: NPS, 2002)
- De Jagersfontein, Pearl Harbour (OVT: VPRO 2002)
- Cees Dam, architect (Een Leven Lang: NPS, 2002)
- Cees Nooteboom, schrijver (Een Leven Lang: NPS, 2003)
- Terug op de Route van de Tour van 1903, met Fedor den Hertog (zes delen: NOS, 2003)
- Interstates, over de Presidentsverkiezingen in de VS (Radioatelier, 2004)
- Jetty Paerl, de Londense jaren (De Avonden: VPRO, 2005)
- De Silveren Spieghel, over de onderduiktijd van Ab de Hond (Radioatelier, 2005)
- Een Fantastische Zwerver, over A den Doolaard in Ohrid (Radioatelier, 2006)
- A Prairiehome Companion, over Garrison Keillor en zijn legendarische radiovariété (De Avonden: VPRO, 2007)
- Henry II Fix, de Avonturen van een Zwolse Fantast; met Atte Jongstra (Radioatelier, 2007)
- De Brug, met Nebahat Albayrak en Geert Mak (Radioatelier, 2007)
- In Watou, de Poëziezomers van Gwy Mandelinck (De Avonden: VPRO, 2007)
- Het bloedbad van Rawagede (Het Spoor, OVT: VPRO, 2007)
- De Steenslagen, over de Ronde van Vlaanderen en Parijs-Roubaix (Radioatelier, 2008)
- Walking, Oerolproject van Bob Wilson (De Avonden: VPRO, 2008)
- Election Blues, over de Amerikaanse presidentsverkiezingen (Holland Doc, 2008)
- Het Schot: deel 1 (2006) en 2 (2009), over het schietincident bij het Rosarium, Utrecht, 07-5-1945 (Het Spoor, OVT: VPRO)
- Terug naar Nieuw Amsterdam, met Martine Gosselink (Het Spoor, OVT: VPRO, 2009)
- Eeuwige Vlam: over schrijver, dichter, programmamaker Hans Verhagen (Holland Doc, 2009)
- Wansmaak, vierdelige serie; met Atte Jongstra (Holland Doc, 2010)
- De Tiendaagse Veldtocht, 2 delen over de Nederlandse strafexercitie in België, 1831, met Atte Jongstra (Het Spoor, OVT: VPRO, 2010)
- Back to Stamping Ground over het Holland Pop Festival in Kralingen, 1970; met Country Joe Macdonald (Holland Doc, 2010)
- De Blues van Grolloo, over het bluesdorp van Harry 'Cuby' Muskee en de legendarische LP Groeten uit Grolloo (OVT: VPRO 2011)
- Het Geluid van Oerol, over 30 jaar vrijgevochten locatiekunst op Terschelling (Holland Doc, 2011)
- Op Reis door de Encyclopedie der Nederlanden, met Wilma de Rek en Bert Wagendorp. 8 delen (Holland Doc, 2012)
- Het Geluk van het Ongeluk, over Jacques Herb en 40 jaar Manuela (Holland Doc, 2012)
- Het Stenen Tijdperk van de Rolling Stones, zoektocht naar de 'oerplekken' van Mick Jagger, Keith Richards en Brian Jones. 3 delen (NOS-Radio1 Journaal, 2012)
- Bauers Oorlog, over Het Geheim van Treurwegen van Guus Bauer (Holland Doc, 2013)
- Schatten van het Vaderland, vierdelige serie over het Nieuwe Rijks; met Martine Gosselink en Wim Pijbes (Holland Doc, 2013)
- Het Frankrijk van de Tour, over de sferen en de geschiedenis van de Ronde; met o.a. Gerrit Voorting, Henk Faanhof, Raymond Poulidor en Jan Janssen (Holland Doc, 2013)

## Podcasts
- Top Floor, keuze uit de collectie. Voor Kunstmuseum Den Haag (zomer 2019)
- Van Stadsie naar Stad, zevendelige reeks over de groei van de stad Utrecht: voor RTV Utrecht (najaar 2019)
- Dromen in Beton, zesdelige reeks bij tentoonstelling over Kanaleneiland en Hoog Catharijne. Centraal Museum (2019)
- Marlene Dumas in het Centraal Museum, met curator Marja Bosma (2020)
- Wandelen met Joop Moesman, gegidst door Felix Visser. Centraal Museum (2020)
- Ommuurde Stad, zesdelige reeks met historicus René de Kam. Centraal Museum (2020)
- Maarten van Rossem over de bonte aspecten van Utrecht. RTV Utrecht (2021)
- Frida Kahlo, thuis in Mexico: reisverslag in twee delen. Drents Museum (2021)
- Wielaert gaat aan, talkshow in de bieb. RTV Utrecht (2020-2022)
- Paleis Lofen, 3 delen, met o.a. pionier Theo van Wijk. RTV Utrecht, 2002?
- Hakketak, de actualiteit, de wereld; samen met Paul Wamsteeker (2021-)